# Положий, Антонина Васильевна
Антонина Васильевна Положий (12 мая 1917, Томск — 20 ноября 2003, Томск) — советский и российский учёный-ботаник, Заслуженный деятель науки РСФСР, доктор биологических наук, профессор Томского государственного университета, многолетний лидер томской научной ботанической школы.

## Биография
Родилась 12 мая 1917 года в Томске в семье железнодорожных служащих Василия Васильевича и Варвары Андреевны Тетерских. В 1925 году поступила во 2-ю группу общеобразовательной школы № 12 города Томска и окончила 7-ю группу в 1931 году. По окончании школы поступила на биолого-почвенный факультет Томского государственного университета (ТГУ). Окончив университет, проработала в нём всю жизнь, прошла путь от старшего лаборанта до профессора, заведующей кафедрой ботаники, заведующей Гербарием им. П. Н. Крылова (до 2002 г.), заведующей лабораторией флоры и растительных ресурсов НИИ биологии и биофизики при ТГУ.
- Биобиблиографический указатель на сайте НБ ТГУ Архивная копия от 13 июня 2013 на Wayback Machine

## Научная и профессиональная деятельность
В 1939 году окончила Томский университет с отличием по специальности «систематика низших растений» с присвоением квалификации «ботаник с правом преподавания в высшей и средней школе», а в 1944 году аспирантуру в том же вузе. С 1942 года — ассистент кафедры морфологии и систематики высших растений ТГУ. 29 мая 1946 года ззащитила кандидатскую диссертацию на тему: «Флористический и фитогеографический анализ рода Potentilla Красноярского края». С 1947 года — доцент, с 1961 по 1996 год — заведующая, с 1996 по 2003 год (до последнего дня своей жизни) — профессор кафедры ботаники; с 1968 по 1970 год — заведующая лабораторией флоры и растительных ресурсов Научно-исследовательского института биологии и биофизики при ТГУ. С 1970 года по 2002 год заведовала Гербарием им. П. Н. Крылова ТГУ. Долгое время была членом экспертного совета ВАК СССР по ботанике, с 1969 по 1998 год — Председателем Томского отделения Всесоюзного, а затем — Русского ботанического общества, с 1987 по 1990 год — членом секции ботаники Головного совета биологии при Минвузе РСФСР. Читала учебные курсы: «Систематика низших растений», «Анатомия и морфология растений», «Систематика высших растений», «Фитопатология», «Систематика цветковых растений с основами филогении», «Ботаническое ресурсоведение».
Научная деятельность А. В. Положий была связана с систематикой, ботанической географией и ботаническим ресурсоведением. Автор более 200 научных работ, в том числе 20 монографий, посвященных вопросам флористики, систематики, географии и экологии высших растений. Описала 15 новых для науки видов растений. В течение многих возглавляла томскую ботаническую школу, в 1997 г. руководимая ею научная школа по изучению растительного покрова Сибири получила статус Ведущей научной школы России. Подготовила 23 кандидата и 8 докторов наук.

## Семья
Родители
- Отец — Василий Васильевич Тетерский (1879—1950), родился в Белоруссии в крестьянской семье, впоследствии жил в Томске, работал в Управлении Томской железной дороги.
- Мать — Варвара Андреевна Тетерская (1884—1974), девичья фамилия Воронцова, родилась в Нижнем Новгороде, впоследствии жила в Томске, работала в Управлении Томской железной дороги.

Муж — Сергей Васильевич Положий (1912—1988), родился в поселении Кушка (Российская империя), впоследствии жил в Томске, окончил Томский политехнический институт, где и работал до 1986 г., кандидат технических наук, доцент. Участник Великой Отечественной войны, находился на фронте с 1941 до 1946 г., кавалер многих боевых наград, в том числе ордена Красного Знамени, ордена Александра Невского. Женился на А. В. Тетерской в 1937 г., вместе прожили более 50 лет.
Дети
- Ирина (4 октября 1941, Томск), физик, кандидат физико-математических наук, доцент, живёт в г. Краснодаре.
- Борис (16 августа 1948, Томск), психиатр, доктор медицинских наук, профессор, руководитель Отдела экологических и социальных проблем психического здоровья Государственного научного центра социальной и судебной психиатрии им. В. П. Сербского, профессор Первого Московского государственного медицинского университета им. И. М. Сеченова, профессор Московского городского психолого-педагогического университета, живёт и работает в Москве.

## Награды и премии
- Орден «Знак Почёта» (1976)
- Орден Почёта (1998)[1]
- Медаль «За доблестный труд в Великой Отечественной войне 1941—1945 гг.» (1946)
- Медаль «За доблестный труд. В ознаменование 100-летия со дня рождения Владимира Ильича Ленина» (1970)
- Медаль «50 лет Победы в Великой Отечественной войне 1941—1945 гг.» (1995)
- Заслуженный деятель науки РСФСР (1981)[2]
- Медаль «За заслуги перед Томским университетом» (1998)
- Премии ТГУ за работы «Флора Красноярского края» (1982) и «Флора Сибири» (1994, т. 9),  за учебник «Систематика цветковых растений с основами филогении»  (2002)[3]
- Премия Томской области в сфере образования и науки (1999)

## Научные труды
А. В. Положий опубликовано более 200 научных работ по систематике растений, флоре и истории флоры Сибири. Как автор и соавтор участвовала в 43 коллективных монографиях, опубликовала 226 научных статей и обработок таксонов в коллективных трудах, написала 2 учебника и 5 учебных и методических пособий.
Наиболее значимые работы:
- Положий А. В. Определитель сорных растений Томской области. — Томск, 1953. — 67 с.
- Положий А. В. Сорные растения Томской области. — Томск, 1954. — 96 с.
- Положий А. В. Флора Красноярского края. Бобовые — Papilionaceae. — Томск, 1960. — Вып. 6. — 94 с.
- Флора Красноярского края. Betulaceae — Amaranthaceae / Гудошников С. В., Елизарьева М. Ф. Положий А. В. — Томск, 1971. — Вып. 5, ч. 2. — 148 с.
- Флора Красноярского края. Papaveraceae — Rosaceae / Положий А. В., Лошкарева Л. Н., Гудошников С. В., Копанева Г. А. — Томск, 1975. — Вып. 5, ч. 1. — 148 с.
- Флора Красноярского края. Geraniaceae — Cornaceae. Pyrolaceae-Boraginaceae / под ред. Положий А. В. — Томск, 1977. — Вып. 7—8. — 132 с.
- Флора Красноярского края. Solanaceae — Campanulaceae / под ред. Положий А. В. — Томск, 1979. — Вып. 9, ч. 2. — 71 с.
- Флора Красноярского края. Asteraceae (Compositae) / под ред. Положий А. В. — Томск, 1980. — Вып. 10. — 71 с.
- Флора Красноярского края. Архивная копия от 18 мая 2018 на Wayback Machine / под ред. Положий А. В. — Томск, 1983. — Вып. 1. — 83 с.
- Атлас ареалов и ресурсов лекарственных растений СССР. — М., 1976. — 340 с. (в составе коллектива авторов)
- Атлас ареалов и ресурсов лекарственных растений СССР. — Издание 2-е. — М., 1980. — 340 с. (в составе коллектива авторов)
- Атлас ареалов и ресурсов лекарственных растений СССР. — Издание 3-е. — М., 1983. — 340 с. (в составе коллектива авторов)
- Редкие и исчезающие растения Сибири. — Новосибирск, 1980. — 224 с. (в составе коллектива авторов)
- Ареалы лекарственных и родственных им растений. — Л., 1983. — 208 с. (в составе коллектива авторов)
- Положий А. В., Крапивкина Э. Д. Реликты третичных широколиственных лесов во флоре Сибири Архивная копия от 28 ноября 2019 на Wayback Machine. — Томск, 1985. — 158 с.
- Положий А. В., Ревушкин А. С., Баранова В. В. Определитель растений юга Томской области Архивная копия от 23 июня 2019 на Wayback Machine. — Томск. 1985. — 213 с.
- Положий А. В. Гербарий им. П. Н. Крылова (к 100-летию со времени основания). Томск, 1986. 87 с.
- Положий А. В., Выдрина С. Н., Курбатский В. И., Никифорова О. Д. Флора Сибири. Fabaceae (Leguminosae). — Новосибирск, 1994. — Т. 9. — 280 с.
- Положий А. В., Выдрина С. Н., Курбатский В. И., Никифорова О. Д. Флора Сибири. Rosaceae. — Новосибирск, 1988. — Т. 8. — 199 с.
- Положий А. В., Выдрина С. Н., Курбатский В. И., Олонова М. В. Флора Сибири. Solanaceae — Lobeliaceae. — Новосибирск, 1996. — Т. 12. — 208 с.
- Положий А. В., Гуреева И. И., Курбатский В. И., Выдрина С. Н., Олонова М. В., Наумова Е. Г. Флора островных приенисейских степей. *Сосудистые растения. — Томск, 2002. — 156 с.
- Красная книга Томской области. — Томск, 2002. — 401 с. (в составе коллектива авторов)
- Доронькин В. М., Положий А. В., Курбатский В. И., Выдрина С. Н., Лукманова Л. З. Флора Сибири. Т. 14. Дополнения и исправления. — Новосибирск: Наука, 2003. — 187 с.
- Polozhiy A. V., Vydrina S. N., Kurbatskiy V. I. Flora of Siberia: Rosaceae. 2004. Vol. 8.  208 p.
- Polozhij A. V., Vydrina S. N., Kurbatsky V. I., Nikiforova O. D. Flora of Siberia / Volume 9. Fabaceae (Leguminosae). Enfield (NH) / Jersey / Plymouth: Science publishers, 2006. — 276 p.
- Polozhij A. V., Vydrina S. N., Kurbatsky V. I., Olonova M. V. Flora of Siberia. Vol. 12. Solanaceae-Lobeliaceae. Enfield (NH)/Jersey / Plymouth: Science publishers, 2007. — 221 p.

### Учебники и учебные пособия
- Положий А. В. Систематика цветковых растений. —Томск, 1978. — 247 с.
- Положий А. В. Основы морфологии высших растений. — Томск, 1991. — 87 с.
- Положий А. В. Систематика цветковых растений: Учебник для биологических факультетов вузов. — Томск, 2001. — 320 с.
- Положий А. В., Гуреева И. И. Высшие растения: Анатомия, морфология, систематика. Учебное пособие для вузов. — Томск, 2004. — 187 с.

### Научные статьи
- Положий А. В. Новые виды Astragalus из Средней Сибири // Систематические заметки по материалам Гербария им. П. Н. Крылова при ТГУ. 1954. № 77-78. С. 1-7.
- Положий А. В. Новые виды и разновидности Oxytropis DC из Средней Сибири // Систематические заметки по материалам Гербария им. П. Н. Крылова Томского государственного университета. 1956. № 79-80. С. 1-4.
- Положий А. В. Новый вид Сarex L. c Алтая // Систематические заметки по материалам Гербария им. П. Н. Крылова Томского государственного университета. 1956. № 79-80. С. 11-13.
- Положий А. В. Реликтовые и эндемичные виды бобовых во флоре Средней Сибири в аспекте её послетретичной истории // Изв. Сиб. отд. АН СССР, сер. биол.-медиц. наук. 1964. Вып. 1, № 4
- Положий А. В. О значении и методах изучения истории флор // Изв. Сиб. отд. АН СССР. Сер. биол.-медиц. Наук. 1965. Вып. 2, № 8. С. 3-9.
- Положий А. В., Мальцева А. Т. Ещё один рефугиум ледниковых реликтов на юге Приенисейской Сибири // Изв. Сиб. отд. АН СССР. Сер. биол. наук. 1970. Вып. 1, № 5. С. 24-29.
- Положий А. В. К познанию истории развития современных флор в Приенисейской Сибири // История флоры и растительности Евразии. Л.: Наука. 1972. С. 136—144.
- Положий А. В. Дополнение к флоре Тувинской АССР // Новости систематики высших растений. Л.: Наука, 1974. Т. 11. С. 318—324.
- Положий А. В. Новый вид Torularia во флоре Тувы // Новости систематики высших растений. Л.: Наука, 1974. Т. 11. С. 210—212.
- Положий А. В., Прозорова Т. А. Новый вид розы из Северного Казахстана // Систематические заметки по материалам Гербария им. П. Н. Крылова Томского государственного университета. 1974. № 85. С. 9-11.
- Положий А. В., Смирнова В. А. Новый вид лапчатки из Западного Саяна // Систематические заметки по материалам Гербария им. П. Н. Крылова Томского государственного университета. 1974. № 85. С. 19-20.
- Положий А. В., Анцупова Т. П. Некоторые особенности эколого-географической приуроченности алкалоидоносных растений сем. Лилейных флоры Бурятии // Растительные ресурсы. 1978. Т. 14, вып. 4. С. 564—568.
- Положий А. В. Первый центр ботанической науки в Сибири (к 100-летию Гербария им. П. Н. Крылова в Томском университете) // Ботанический журнал, 1986. Т. 71, № 3. С. 395—399.
- Положий А. В. Гляциальные реликты во флоре приенисейских степей // Turczaninovia. 1999. Т. 2., № 2. С. 46-49.

Положий А. В., Выдрина С. Н., Курбатский В. И. Эндемики островных приенисейских степей // Krylovia. Сибирский ботанический журнал. 1999. Т.1., № 1. С. 37-40.
- Положий А. В. Эндемичные виды Oxytropis во флоре островных Приенисейских степей // Систематические заметки по материалам Гербария им. П. Н. Крылова Томского государственного университета. 2000, № 91 Архивная копия от 27 октября 2020 на Wayback Machine. С. 11-12.
- Положий А. В. Род Oxytropis DC. во флоре островных приенисейских степей // Систематические заметки по материалам Гербария им. П. Н. Крылова. 2000, № 92. С. 13-15.
- Положий А. В. Особенности эволюции цветковых растений // Эволюционная биология / под ред. В. Н. Стегния. Томск: Том. гос. ун-т. 2002. Т. 2. С. 197—200.
- Положий А. В. Близкие с Кавказской Potentilla agrimonioides Bieb. Виды во флоре Сибири // Систематические заметки по материалам Гербария им. П. Н. Крылова Томского государственного университета. Томск: Изд-во Том. ун-та, 2003. С. 1-3.
- Положий А. В. К вопросу о происхождении и эволюции рода Oxytropis (Fabaceae) // Бот. журн., 2003. Т. 88, № 10. С. 55-59.

## Интересные факты
- Вся профессиональная жизнь А. В. Положий связана с Томским государственным университетом, где она проработала, включая годы учёбы, 70 лет (с 1934 по 2003 гг.).
- А. В. Положий была четвёртым за всю историю руководителем Гербария при Томском государственном университете, основанного ботаником П. Н. Крыловым в 1885 г. и являющегося одним из крупнейших Гербариев России. Возглавляла Гербарий в течение 33 лет (с 1970 по 2002 гг.). По способу хранения коллекций, продуманной системе информации и образцовому порядку Гербарий, носящий имя П. Н. Крылова, считается одним из лучших в стране.
- А. В. Положий была одним из авторов «Атласа ареалов и ресурсов лекарственных растений СССР», который выдержал три издания (1976, 1980,1983).
- В 2006 г. по инициативе семьи Б. С. Положего (сына А. В. Положий) Учёным советом Томского государственного университета было принято Решение об учреждении ежегодной Премии имени А. В. Положий для научной молодежи ТГУ (студенты, аспиранты, молодые научные сотрудники) за лучшую научную работу в области ботаники с вручением специального Диплома и обеспечиваемого семьей Б. С. Положего материального вознаграждения. Первыми лауреатами Премии имени А. В. Положий стали Кузнецов А. А., Бысыина М. Ф. , Прокопьев А. С., Мочалов А. С.

## Виды растений, описанные А. В. Положий
- Aconitum jenisseense Polozhij
- Astragalus palibinii Polozhij
- A. schumilovae Polozhij
- Oxytropis borissoviae Polozhij
- O. chakassiensis Polozhij
- O. stenofoliola Polozhij
- Potentilla elegantissima Polozhij
- P. jenissejensis Polozhij et W. Smirn.
- P. martjanovii Polozhij
- P. sajanensis Polozhij
- Pulsatilla reverdattoi Polozhij et Maltzeva
- Ranunculus akkemensis Polozhij et Revyakina
- Rhodiola krylovii Polozhij et Revjak.
- Torularia sergievskiana Polozhij
- Veronica sergievskiana Polozhij

## Виды растений, названные в честь А. В. Положий
- Astragalus polozhiae Timoch.
- Poa polozhiae Revjakina
- Taraxacum polozhiae Kurbatski
- Veronica polozhiae Revusch.